# British Home Championship 1924/25
De British Home Championship van 1924/25 was de 37e editie van de British Home Championship. Het toernooi werd gehouden van 22 oktober 1924 tot en met 18 april 1925. Schotland werd kampioen.

## Eindstand
| Team          | Gsp | W | G | V | DV | DT | DS | Ptn |
| ------------- | --- | - | - | - | -- | -- | -- | --- |
| Schotland     | 3   | 3 | 0 | 0 | 8  | 1  | +7 | 6   |
| Engeland      | 3   | 2 | 0 | 1 | 5  | 4  | +1 | 4   |
| Wales         | 3   | 0 | 1 | 2 | 2  | 5  | –3 | 1   |
| Noord-Ierland | 3   | 0 | 1 | 2 | 1  | 6  | –5 | 1   |

## Wedstrijden
|                                                    |                                                  |       |                     |                                                                                     |
| 22 oktober 1924 «onderlinge duels» 15:00 uur (UTC) | Engeland                                         | 3 – 1 | Noord-Ierland       | Goodison Park, Liverpool Toeschouwers: 28.000 Scheidsrechter: Peter Craigmyle (SCO) |
| 22 oktober 1924 «onderlinge duels» 15:00 uur (UTC) | Bob Kelly 13' Harry Bedford 59' Billy Walker 70' |       | 77' Billy Gillespie | Goodison Park, Liverpool Toeschouwers: 28.000 Scheidsrechter: Peter Craigmyle (SCO) |

|                                     |                                               |       |                    |                                                                                   |
| 14 februari 1925 «onderlinge duels» | Schotland                                     | 3 – 1 | Wales              | Tynecastle Park, Edinburgh Toeschouwers: 23.000 Scheidsrechter: Arthur Ward (ENG) |
| 14 februari 1925 «onderlinge duels» | Davie Meiklejohn 9' Hughie Gallacher 45', 61' |       | 45' Billy Williams | Tynecastle Park, Edinburgh Toeschouwers: 23.000 Scheidsrechter: Arthur Ward (ENG) |

|                                                     |                 |       |                        |                                                                            |
| 28 februari 1925 «onderlinge duels» 15:00 uur (UTC) | Wales           | 1 – 2 | Engeland               | Vetch Field, Swansea Toeschouwers: 8.000 Scheidsrechter: Jack Cahill (ENG) |
| 28 februari 1925 «onderlinge duels» 15:00 uur (UTC) | Fred Keenor 36' |       | 11', 15' Frank Roberts | Vetch Field, Swansea Toeschouwers: 8.000 Scheidsrechter: Jack Cahill (ENG) |

|                                                     |               |                                                         |           |                                                                              |
| 28 februari 1925 «onderlinge duels» 15:00 uur (UTC) | Noord-Ierland | 0 – 3                                                   | Schotland | Windsor Park, Belfast Toeschouwers: 35.000 Scheidsrechter: Noel Watson (ENG) |
| 28 februari 1925 «onderlinge duels» 15:00 uur (UTC) |               | 4' Davie Meiklejohn 24' Hughie Gallacher 36' Jimmy Dunn |           | Windsor Park, Belfast Toeschouwers: 35.000 Scheidsrechter: Noel Watson (ENG) |

|                                                 |                           |       |          |                                                                              |
| 4 april 1925 «onderlinge duels» 15:00 uur (UTC) | Schotland                 | 2 – 0 | Engeland | Hampden Park, Glasgow Toeschouwers: 92.000 Scheidsrechter: Arthur Ward (ENG) |
| 4 april 1925 «onderlinge duels» 15:00 uur (UTC) | Hughie Gallacher 36', 85' |       |          | Hampden Park, Glasgow Toeschouwers: 92.000 Scheidsrechter: Arthur Ward (ENG) |

|                                  |       |       |               |                                                                                        |
| 18 april 1925 «onderlinge duels» | Wales | 0 – 0 | Noord-Ierland | Racecourse Ground, Wrexham Toeschouwers: 10.000 Scheidsrechter: Ernest Pinckston (ENG) |
| 18 april 1925 «onderlinge duels» |       |       |               | Racecourse Ground, Wrexham Toeschouwers: 10.000 Scheidsrechter: Ernest Pinckston (ENG) |